# Mistrovství světa juniorů v ledním hokeji 1989
Mistrovství světa juniorů v ledním hokeji 1989 se konalo 26. prosince 1988 až 4. ledna 1989 v americkém městě Anchorage.

## Pořadí
| pozice | Tým     | Z | GS | GI | B  |
| ------ | ------- | - | -- | -- | -- |
| 1.     | SSSR    | 7 | 51 | 14 | 12 |
| 2.     | Švédsko | 7 | 39 | 14 | 12 |
| 3.     | ČSSR    | 7 | 36 | 19 | 9  |
| 4.     | Kanada  | 7 | 31 | 23 | 9  |
| 5.     | USA     | 7 | 41 | 25 | 7  |
| 6.     | Finsko  | 7 | 29 | 37 | 5  |
| 7.     | Norsko  | 7 | 14 | 56 | 2  |
| 8.     | SRN     | 7 | 13 | 66 | 0  |

## Výsledky
26.12.1988

Kanada - Norsko 7:1 (2:1, 2:0, 3:0)

Švédsko - ČSSR 5:3 (1:0, 2:0, 2:3)

SSSR - SRN 15:0 (5:0, 4:0, 6:0)

Finsko - USA 5:5 (1:4, 0:0, 4:1)

27.12.1988

ČSSR - Norsko 7:1 (0:0, 5:1, 2:0)

SSSR - USA 4:2 (1:1, 2:0, 1:1)

28.12.1988

Kanada - SRN 7:4 (3:0, 1:1, 3:3)

Švédsko - Finsko 6:2 (2:0, 3:2, 1:0)

29.12.1988

Kanada - USA 5:1 (2:0, 2:0, 1:1)

SSSR - Švédsko 3:2 (0:1, 1:1, 2:0)

Finsko - Norsko 9:3 (4:0, 1:2, 4:1)

ČSSR - SRN 11:1 (0:0, 7:1, 4:0)

30.12.1988

SSSR - Norsko 10:0 (1:0, 5:0, 4:0)

USA - ČSSR 5:1 (2:0, 2:1, 1:0)

31.12.1988

Švédsko - Kanada 5:4 (0:1, 2:2, 3:1)

Finsko - SRN 5:3 (2:1, 3:0, 0:2)

1.1.1989

Kanada - ČSSR 2:2 (0:1, 1:1, 1:0)

SSSR - Finsko 9:3 (4:1, 0:1, 5:1)

Švédsko - Norsko 9:1 (1:1, 6:0, 2:0)

USA - SRN 15:3 (3:1, 5:0, 7:2)

2.1.1989

ČSSR - SSSR 5:3 (1:1, 1:1, 3:1)

USA - Norsko 12:4 (3:2, 5:2, 4:0)

3.1.1989

Kanada - Finsko 4:3 (0:0, 1:2, 3:1)

Švédsko - SRN 9:0 (4:0, 1:0, 4:0)

4.1.1989

SSSR - Kanada 7:2 (1:1, 5:1, 1:0)

Norsko - SRN 4:2 (1:2, 3:0, 0:0)

ČSSR - Finsko 7:2 (1:1, 3:1, 3:0)

Švédsko - USA 3:1 (1:0, 1:1, 1:0)

## Soupisky
SSSR
Brankáři: Alexej Ivaškin, Maxim Michajlovskij 
Obránci: Sergej Zubov, Igor Malychin, Igor Igorov, Alexander Judin, Sergej Sorokin, Dmitrij Juškevič, Olexander Hodynjuk

Útočníci: Pavel Bure, Alexandr Mogilnyj, Sergej Fjodorov, Roman Oksjuta, Dmytro Chrystyč, Viktor Gordijuk, Andrej Sidorov, Sergej Gomoljako, Stanislav Panfilenkov, Boris Bykovskij, Vladimir Cyplakov.
  Švédsko
Brankáři: Jonas Karlsson, Tommy Söderström

Obránci: Jan Bergman, Stefan Claesson, Pierre Johnsson, Petri Liimatainen, Torbjörn Lindberg, Ricard Persson, Mathias Svedberg

Útočníci: Niklas Andersson, Stefan Elvenes, Patrik Erickson, Niklas Eriksson, Peter Hammarström, Magnus Jansson, Patric Kjellberg, Ola Rosander, Daniel Rydmark, Markus Åkerblom, Stefan Örnskog.
  ČSSR
Brankáři: Roman Turek, Jaroslav Kameš

Obránci: Martin Maškarinec, Milan Tichý, Ján Varholík, Martin Bakula, Vladimír Búřil, Jiří Vykoukal, Roman Veber

Útočníci: Josef Beránek, Roman Kontšek, Bobby Holík, Robert Reichel, Zdeno Cíger, Luboš Rob, Petr Hrbek, Jiří Cihlář, Radek Gardoň, Peter Zůbek, Pavol Zůbek.
 Kanada
Brankáři: Stephane Fiset, Gus Morschauser

Obránci: Éric Desjardins, Corey Foster, Daniel Lambert, Yves Racine, Geoff Smith, Steve Veilleux

Útočníci: Rod Brind'Amour, Andrew Cassels, Robert Cimetta, Martin Gelinas, Sheldon Kennedy, Jamie Leach, Darcy Loewen, John McIntyre, Rob Murphy, Mike Ricci, Reggie Savage, Darrin Shannon.
 USA
Brankáři: Jason Glickman, Matt Richards

Obránci: Adam Burt, Ted Crowley, Tom Dion, Shaun Kane, Tom Pederson, Barry Richter, Rodger Sykes

Útočníci: Tony Amonte, Neil Carnes, Peter Ciavaglia, David Emma, Bill Guerin, Steve Heinze, Mike Lappin, John LeClair, Mike Modano, Jeremy Roenick, Joe Sacco.
 Finsko
Brankáři: Henry Eskelinen, Juha Virenius

Obránci: Veli-Pekka Kautonen, Karri Kivi, Juha Lampinen, Janne Leppänen, Niko Marttila, Sami Nuutinen, Teemu Sillanpää, Mika Strömberg

Útočníci: Petri Aaltonen, Mika Alatalo, Marko Kiuru, Petro Koivunen, Marko Lapinkoski, Rauli Raitanen, Timo Saarikoski, Teemu Selänne, Keijo Säilynoja, Mika Välilä.
 Norsko
Brankáři: Mattis Haakansen, Remo Martinsen

Obránci: Magnus Christoffersen, Tommy Jacobsen, Kent Inge Kristiansen, Pål Kristiansen, Bjørn Larson, Magne Nordnes, Jan Erik Smithurst

Útočníci: Glenn Åsland, Ole Eskild Dahlstrøm, Klas Forfang, Stig Johansen, Rune Kraft, Espen Knutsen, Øystein Olsen, Tom Erik Olsen, Christian Olsvik, Marius Rath, Bjørnar Sørensen
 SRN
Brankáři: Reinhard Haider, Bernd Zimmer

Obránci: Christian Curth, Raphael Krüger, Christian Lukes, Jörg Mayr, Andreas Ott, Stephan Sinner, Jürgen Schulz, Stefan Urban

Útočníci: Tobias Abstreiter, Thomas Brandl, Florian Funk, Rolf Hammer, Peter Hejma, Wolfgang Kummer, Günther Oswald, Reemt Pyka, Michael Raubal, Roland Timoschuk.

## Turnajová ocenění
|                            | Brankář        | Obránce         | Obránce         | Útočníci        | Útočníci   | Útočníci       |
| -------------------------- | -------------- | --------------- | --------------- | --------------- | ---------- | -------------- |
| Ceny direktoriátu IIHF     | Alexej Ivaškin | Rickard Persson | Rickard Persson | Pavel Bure      | Pavel Bure | Pavel Bure     |
| All-Star Tým (podle médií) | Jimmy Waite    | Rickard Persson | Milan Tichý     | Niklas Eriksson | Pavel Bure | Jeremy Roenick |

### Produktivita
| Hráč              | G | A | Body |
| ----------------- | - | - | ---- |
| Jeremy Roenick    | 8 | 8 | 16   |
| Mike Modano       | 6 | 9 | 15   |
| Pavel Bure        | 8 | 6 | 14   |
| Alexandr Mogilnyj | 7 | 5 | 12   |
| Josef Beránek     | 5 | 7 | 12   |

## Nižší skupiny
(Vzhledem k tomu, že Dánové o rok dříve na šampionátu C skupiny postavili neoprávněně jednoho hráče, rozhodla se mezinárodní federace, že musí účast na B skupině šampionátu potvrdit proti Italům, kteří se umístili v C skupině za nimi. Dvojzápas hraný v Itálii 18. a 20. prosince 1988 vyhrálo Dánsko 4:3 a 2:1 a stvrdilo svůj postup)
Šampionát B skupiny se odehrál v Chamonix ve Francii, postup na MSJ 1990 si vybojovali Poláci, naopak sestoupili Nizozemci.
1.  Polsko

2.  Švýcarsko

3.  Rumunsko

4.  Japonsko

5.  Jugoslávie

6.  Francie

7.  Dánsko

8.  Nizozemsko
Šampionát C skupiny se odehrál v Basingstoke ve Velké Británii, postup do B skupiny MSJ 1990 si vybojovali Rakušané.
1.  Rakousko

2.  Itálie

3.  KLDR

4.  Velká Británie

5.  Bulharsko